# Peter Gerdol
Peter Gerdol (Trieste, 1963) è un dirigente sportivo italiano, dal 2019 direttore di gara del circuito femminile della Coppa del Mondo di sci alpino.

## Biografia
Originario del quartiere triestino di Rozzol, di madrelingua slovena, laureato in economia del turismo, si trasferisce successivamente a Camporosso (Tarvisio) per lavorare alla società degli impianti di risalita (Promotur) del Friuli-Venezia Giulia. Nel mentre ottiene le abilitazioni come giudice di gara di sci alpino nazionale e internazionale.
Nel 2014 lascia la Promotur ed è nominato dalla FIS coordinatore delle coppe continentali di sci alpino (Coppa Europa, Far East Cup, NorAm Cup, South American Cup e Australia/New Zealand Cup), incarico che ricopre fino al 2019, quando viene "promosso" a direttore di gara della Coppa del Mondo femminile, subentrando ad Atle Skårdal.